# Selma Steinmetz
Selma Steinmetz (1. September 1907 in Wien, Österreich-Ungarn – 16. Juni 1979 in Wien) war eine österreichische Pädagogin und Widerstandskämpferin.

## Leben und Werk
Selma Steinmetz war eine Tochter von Heinrich Steinmetz und Lene Blass, sie hatte zwei Schwestern. Ihre Eltern waren aktive Sozialdemokraten, auch sie trat während ihres Studiums der Geschichte, Germanistik und Pädagogik an der Universität Wien der Sozialdemokratischen Arbeiterpartei bei. Als jüdische und linke Lehrerin erhielt sie im
Ständestaat keine Anstellung, weshalb sie 1937 nach Frankreich emigrierte. Sie wollte am Spanischen Bürgerkrieg teilnehmen, was nicht gelang. Daraufhin trat sie der Kommunistischen Partei Frankreichs bei, arbeitete in deren Literaturvertrieb und lernte Oskar Grossmann kennen. Nach der deutschen Besetzung des Landes schloss sie sich dem Widerstand an, beteiligte sich an der extrem gefährlichen Travail allemand und arbeitete an der Herstellung illegaler Zeitungen und Flugblätter für deutsche Soldaten. Im Juni 1944 wurde sie gemeinsam mit anderen Kommunisten von der Gestapo verhaftet und tagelang gefoltert. Anlässlich ihrer Überstellung in ein Lager wurde sie von der französischen Résistance befreit.
Im Dezember 1945 kehrte Steinmetz – so wie andere Kommunistinnen, wie Hilde Koplenig, Elisabeth Freundlich und Genia Quittner – nach Wien zurück und arbeitete in der Folge als Bibliothekarin der Wiener Städtischen Büchereien. Nach Gründung des Dokumentationsarchivs des österreichischen Widerstandes (DÖW) im Jahr 1963 schloss sie sich dieser Institution an, wirkte am Aufbau der Bibliothek und – gemeinsam mit dem DÖW-Leiter Herbert Steiner, sowie mit Bruno Sokoll, Tilly Spiegel und Friedrich Vogl – an der Erforschung des österreichischen Widerstands mit. Steinmetz gilt, neben Erika Thurner, als die erste Widerstandsforscherin, die sich mit der Verfolgung und Ermordung der österreichischen Roma und Sinti befasste.

## Ehrung
Im Jahr 2017 wurde in Wien-Floridsdorf (21. Bezirk) die Selma-Steinmetz-Gasse nach ihr benannt.

## Werke (Auswahl)
- Bettina Brentano : Persönlichkeit, Künstlertum und Gedankenwelt, Wien: Dissertation 1931
- Österreichs Zigeuner im NS-Staat, Europa-Verlag 1966
- Der Freiheitskampf des österreichischen Volkes 1938 - 1945, Dokumentationsarchiv des österreichischen Widerstandes 1985